# Acropogon megaphyllus
Espèce
Statut de conservation UICN

 EN  : En danger
Acropogon megaphyllus est une espèce de plantes de la famille des Malvacées.